# Église Santa Reparata

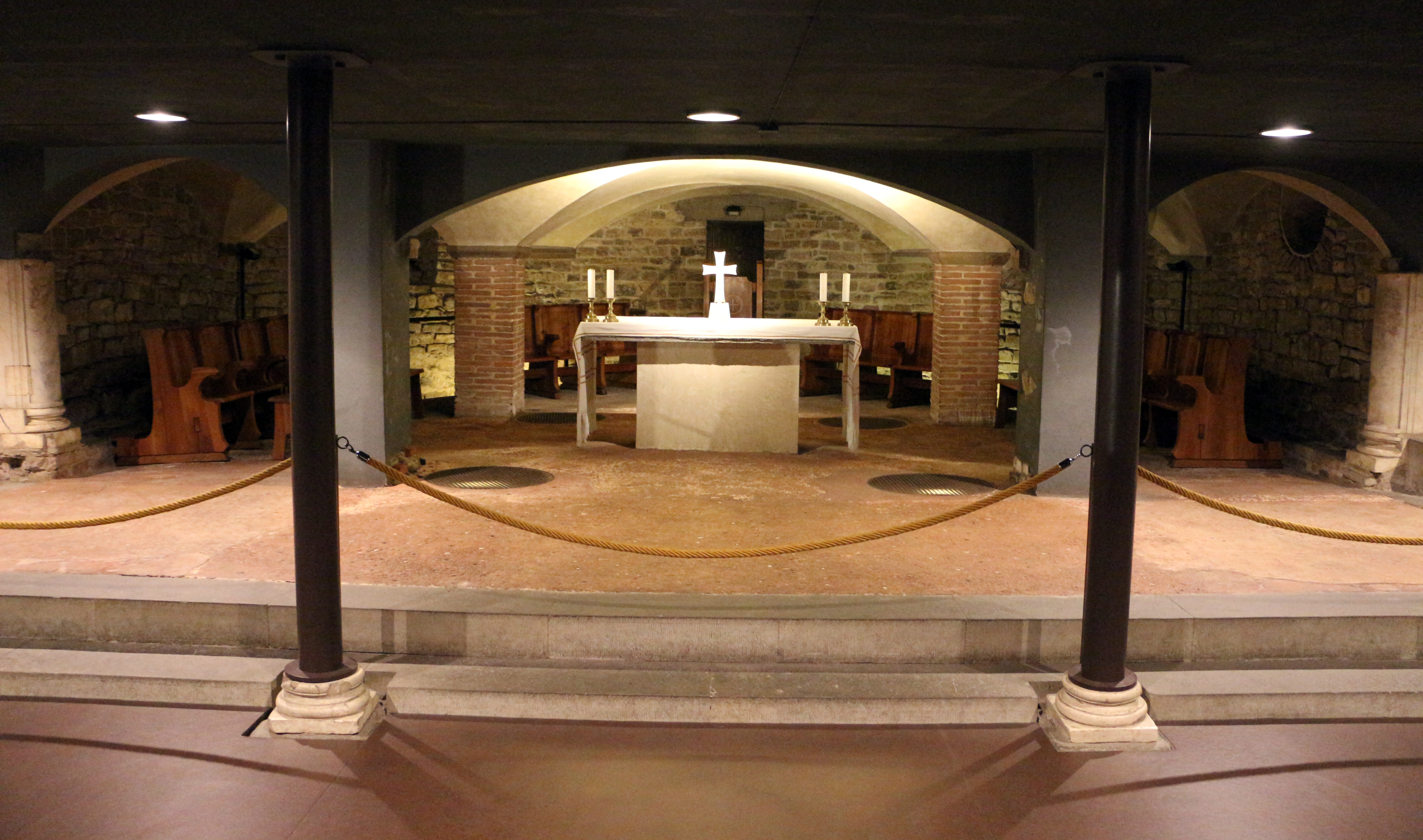
L'autel actuel de l'église, dans la zone de l'ancienne crypte.

L'église Santa Reparata est l'ancienne cathédrale de Florence, construite à partir du IVe siècle, à l'emplacement actuel de la cathédrale Santa Maria del Fiore. Grâce à une campagne de fouilles commencée en 1966 et qui a culminé entre 1971 et 1972, il a été permis de reconstituer le plan de l'édifice et de faire quelques découvertes intéressantes. Aujourd'hui, il est possible de visiter les fouilles en entrant par l'aile droite de la cathédrale.
L'église abrite les tombes des papes Étienne IX et Nicolas II, des évêques florentins et de quelques personnalités, comme Filippo Brunelleschi.

## Histoire
Depuis l'époque barbare, il existe une zone liée au culte chrétien qui s'est développée dans la zone nord de Florence qui, à partir du Moyen Âge, constitue le centre religieux le plus important de la ville.
Au VIe siècle, au nord de la ville, un complexe appelé « axe sacré » voit le jour à proximité des murs romains, construit linéairement dans le sens est-ouest (de la piazza dell'Olio à la zone de l'abside de la cathédrale, traditionnellement considérée, depuis l'époque romaine comme un lieu de culte). Cette zone comprend le palais épiscopal, le baptistère, un hôpital, un presbytère, un cimetière, l'église San Salvatore al Vescovo, l'église san Michele Visdomini et l'église Santa Reparata.
L'église paléochrétienne de Santa Reparata est l'un des points d'appui de l'« axe sacré », peut-être le bâtiment à partir duquel sa colonisation a commencé. Les restes de saint Zénobe de Florence (né vers 328) y ont été translatés à une époque indéterminée (selon la plupart des érudits, vers le IXe siècle), devenant le nouveau siège épiscopal qui était précédemment situé à la basilique San Lorenzo de Florence.

### Fondation de l'église chrétienne primitive

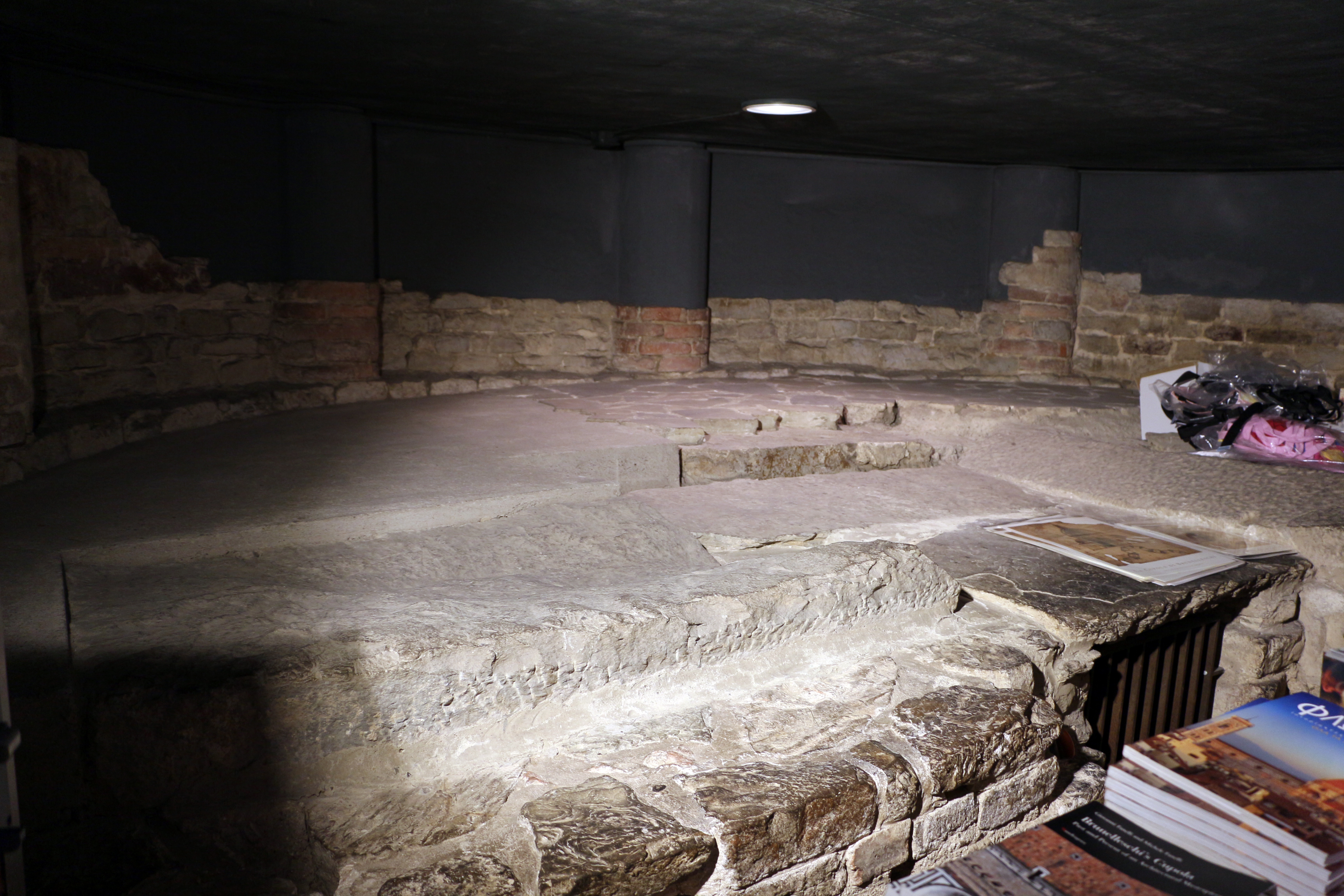
Vue de la zone absidale droite.

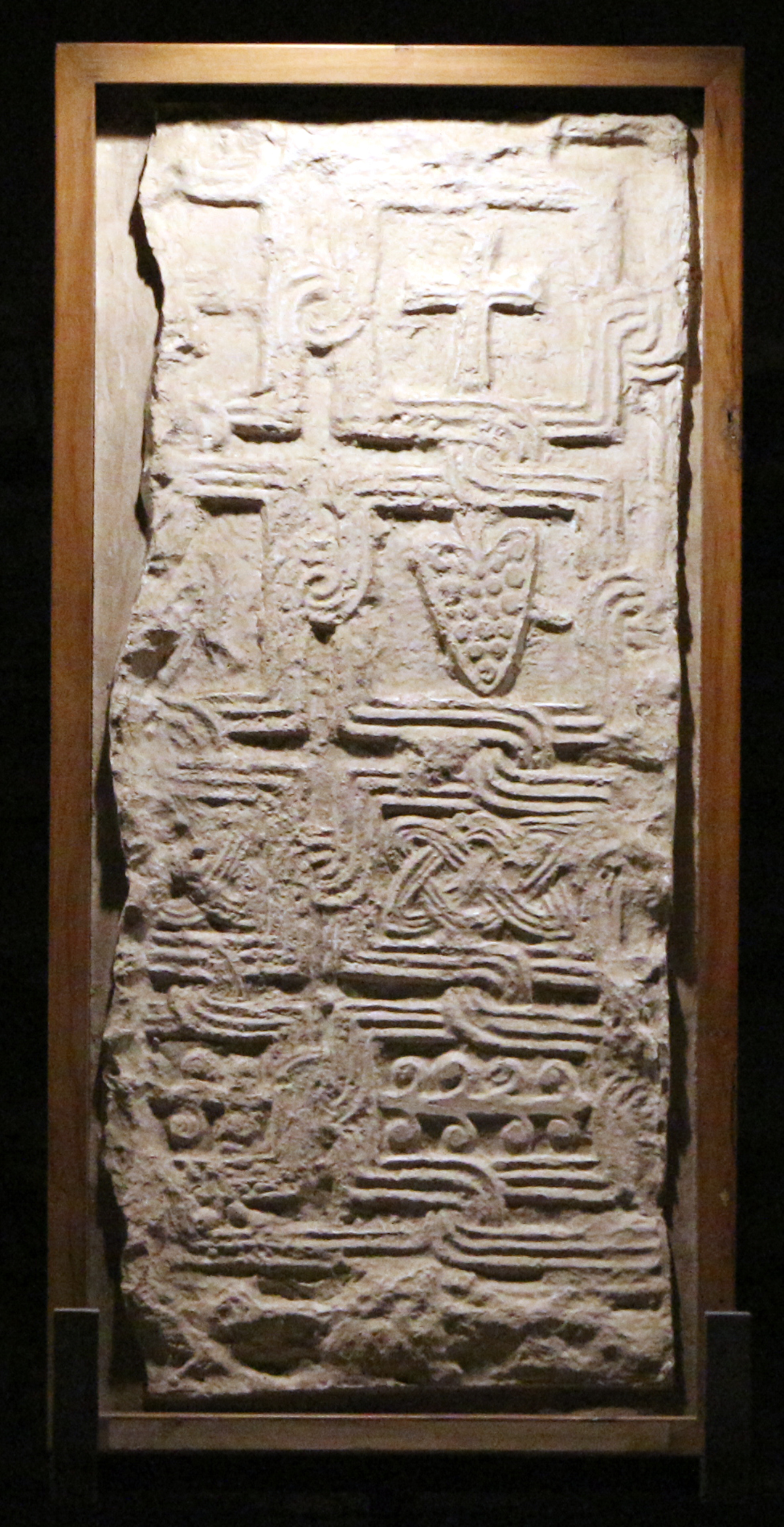
Fragment de pierre du haut Moyen Âge, probablement de l'ancienne enceinte du presbytère.

Les légendes les plus anciennes sont liées à un événement commun : l'invasion de la plaine par les hordes d'Ostrogoths dirigées par Radagaise. L'affrontement avec les milices locales se produit entre 395 et 423 sous le règne de l'empereur Flavius Honorius (selon certaines sources en 405 ou 406), le jour de la Santa Reparata. Une variante de la légende rapporte que l'église existait déjà avant la bataille, mais était dédiée au Sauveur, donc seul le titre de l'église aurait été changé. Cependant, il semble que la victoire sur Radagaise ait eu lieu en août, donc à un moment différent de celui où est célébrée la fête de Santa Reparata, le 8 octobre. La Signoria, en 1353, reconnut officiellement la légende de la fondation de la basilique en remerciement au saint.
Un récit de l'évêque Andrea place la translation du corps de saint Zénobe de San Lorenzo à Santa Reparata en 430, donc l'église devait déjà exister à cette date. Cependant, Andrea se serait basé sur des nouvelles de l'évêque Simplicien de Milan qui écrivit une vie du saint qui s'avéra être un apocryphe écrit vers 1130 ; l'épisode de la translation est donc unanimement situé au IXe siècle.
Les données issues de l'évaluation des matériaux retrouvés amènent à formuler une hypothèse de datation entre la fin du IVe et le  VIe siècle. Cependant, il est nécessaire de vérifier ces hypothèses avec une analyse du moment historique susmentionné.
Il existe une opinion erronée, assez répandue, selon laquelle Florence entrait à la fin du IVe siècle dans une période de grand déclin, au point de considérer comme improbable toute entreprise de construction de quelque ampleur que ce soit et de postuler une hypothèse de datation entre le VIe et VIIe siècles tant pour Santa Reparata que pour le Baptistère Saint-Jean de Florence (qui était considéré comme de l'époque des Lombards en raison de la dédicace à Jean le Baptiste). Mais il est difficile de croire à ce déclin car en 285, Florence était la capitale de la vaste province qui unissait la Tuscie et l'Ombrie (réforme administrative par l'empereur Dioclétien de 284 à 305), et depuis 313, elle était un évêché (le premier évêque historiquement documenté est Felice). Donc, la ville devait avoir une importance considérable et n'était pas négligée par le pouvoir central, compte tenu également de la position stratégique au point où la via Cassia traversait l'Arno en direction de Rome.
Le savant Lopes Pegna dit cependant que, vers le milieu du IVe siècle, les propriétaires terriens florentins ont préféré abandonner Florence pour se défendre d'une trop grande taxation et pour éviter de se voir imposer des tâches administratives qui impliquaient la prise en charge de la collecte des impôts. Ainsi, les riches propriétaires terriens abandonnent leurs maisons dans les murs pour se retirer à la campagne tandis que les maisons de ville finissent en ruines. Une villa comme celle trouvée sous le baptistère, selon Lopes Pegna, devait être occupée par des plébéiens, petits artisans ou commerçants. De plus, avec la venue des Ostrogoths, cet édifice a dû se trouver dans une position particulièrement exposée aux attaques et dévastations par les barbares qui, en août 405 ou 406, se jetèrent contre la porte nord (il demeure difficile de savoir pourquoi l'attaque des barbares s'est concentrée précisément sur ce point). La horde était divisée en 3 sections dont 2 campaient sur les collines de Fiesole tandis que la troisième attaquait « Florentia », l'assiégeant de toutes parts. Les fouilles de 1971-72 ont permis de préciser que les murs romains du côté nord avaient déjà été démolis à l'époque de l'Empire romain.
Cette découverte explique que la riche Florentia Adrianea, qui s'est développée au-delà du périmètre du castrum, avait besoin de nouvelles fortifications plus grandes qui ont été construites dans la seconde moitié du IVe siècle lorsque les barbares ont commencé à faire vraiment peur. Telle devait être la situation dans la ville quand Ambroise de Milan, vint à Florence en 393 et fonda la basilique San Lorenzo, à l'extérieur de la porte « ad Aquilonem » mais en quelque sorte à l'abri. La victoire sur Radagaise donna à Florence une nouvelle impulsion vitale et la christianisation de la ville connut un fort essor depuis qu'Ambroise eut prédit la victoire sur les barbares.
Tout cela suggère que dans les années qui ont suivi la victoire, Florence a connu une ferveur de travaux et d'engagement dans la construction d'édifices religieux, en l'occurrence, la nouvelle grande basilique et le baptistère opposé qui, selon Alberto Busignani, doit avoir été construit en procédant de manière unitaire à un programme d'une telle ampleur qu'il doit avoir été conçu dans une ville dotée de structures performantes. Le baptistère est si atypique dans ses structures architecturales qu'il ne peut s'expliquer qu'en étroite proximité avec l'architecture romaine classique et, puisque la basilique devait logiquement précéder la construction de l'église baptismale, une datation proche de la victoire s'impose, en 405-406.
L'état de paix a duré près d'un siècle et demi, jusqu'à la guerre des Goths (535-553), même si la ville avec ses bâtiments n'a pas subi de destruction lors de cette nouvelle guerre puisque l'affrontement armé a eu lieu à Mugello près de Scarperia. Il est certain qu'au cours du siècle et demi précédent, entre les années de Stilicon et Radagaise , puis celles de Justinien Ier et Totila, Florence connut un appauvrissement progressif et important, comme d'ailleurs toute la Tuscie et l'ensemble de l'Italie. Cet appauvrissement, commencé avec Radagaise, confirme la datation précoce de la basilique et de son baptistère.

### Période Carolingio-Ottonienne (VIIIe–IXesiècle)

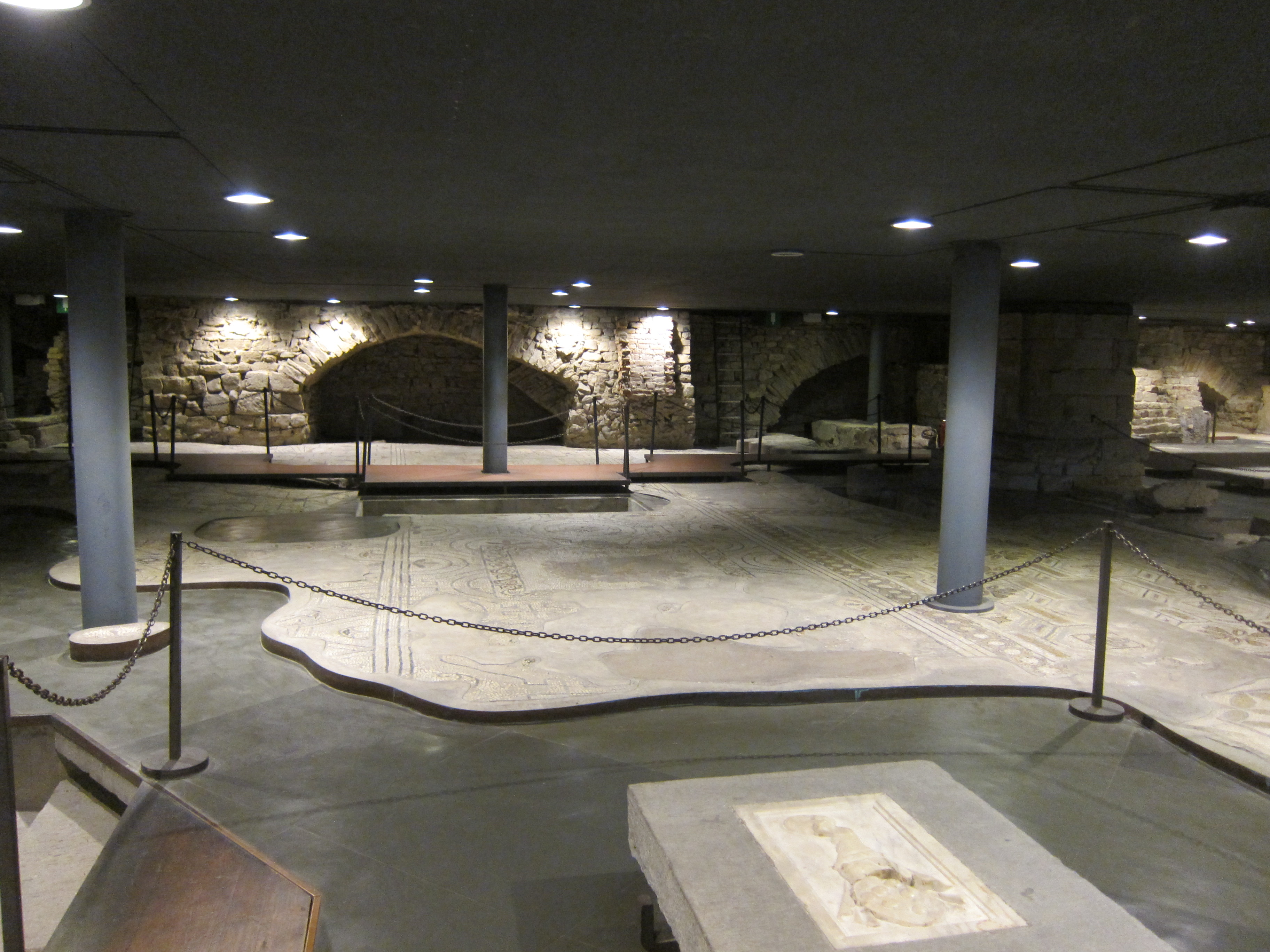
Vue des fouilles.

Les conséquences de cette longue période de guerre sont dévastatrices pour Florence qui est réduite à un état misérable. Par la suite, avec la domination lombarde, Florence perd sa suprématie sur la Tuscie et voit Lucques se soulever tandis que l'ennemi historique Fiesole gagne en force. La tradition veut que Florence ait été restaurée par Charlemagne même s'il est plus correct de parler d'une renaissance (elle était célébrée comme telle à l'époque communale).
Il est donc tout à fait logique de situer la première reconstruction de Santa Reparata dans cette période de renaissance. Les fouilles ont mis au jour une nouvelle basilique au-dessus de l'ancienne église paléochrétienne avec des caractéristiques très différentes bien que les murs d'enceinte soient restés les mêmes (ou plutôt, ont été en partie reconstruits sur les anciens) ; cependant, l'organisme structurel a changé.
Les travaux neufs consistaient essentiellement en les interventions suivantes :
- À la place des quatorze paires de colonnes furent placées sept paires de piliers ;
- Deux chapelles absidiales latérales ont été ajoutées (qui semblent être les bras d'un transept, d'autant plus que l'écartement des piliers augmente en correspondance avec ceux-ci) ;
- Une crypte a été créée (révélée lors de la fouille de l'abside).

La nouvelle Santa Reparata représente un épisode architectural d'un nouveau type, avec une articulation des structures qui ont changé l'espace paléochrétien indéfini. L'usage de la crypte naît et se répand précisément à l'époque carolingienne, lié au culte des martyrs et des saints qui sont alors fréquemment déterrés dans les cimetières et apportés dans les églises. L'hypothèse selon laquelle les restes de saint Zénobe auraient été translatés précisément à cette période met d'accord presque tous les érudits.
Avec les restes de l'évêque et du saint, la cathèdre doit également avoir été transférée à Santa Reparata. Il n'est pas possible de savoir si la translation a eu lieu, comme certains le prétendent, à l'époque de l'évêque Andrea (869-890), mais il est documenté qu'Andrea consacra l'autel de Santa Reparata (ce qui confirmerait la chronologie carolingienne de la seconde édification de la basilique).
Andrea est une figure éminente, interprète faisant autorité du renouveau florentin avec les successeurs de Charlemagne : en 871, il est légat de Louis II le Jeune et, à ce titre, il siège en jugement avec le margrave de Tuscie Adalbert Ier de Toscane quatre ans plus tard, en 875 ; il obtient l'immunité pour le territoire de son diocèse de l'Empereur Charles II le Chauve ; en 876, il est à Pavie parmi les dix-huit évêques qui élisent Charles le Chauve roi d'Italie.
Probablement, au même IXe siècle, à la suite des travaux de reconstruction (ou, selon Busignani moins vraisemblablement, au Xe siècle) deux campaniles sont élevés sur les côtés de l'abside, dont les fouilles ont mis en évidence les fondations massives. Il est probable que les tours avaient également des fonctions défensives, étant donné qu'au Xe siècle, les raids magyars sont fréquents en Toscane. L'usage de deux tours sur les côtés de l'abside ne se retrouve en Italie du Nord qu'à la fin du Xe siècle ; en France, en Suisse et en Allemagne, il est attesté depuis le premier quart du IXe siècle, et les bâtisseurs florentins auront utilisé ces exemples.
Le 4 juin 1055, le pape Victor II ouvre le premier concile de Florence à Santa Reparata, qui réunit 120 évêques en présence d'Henri III (empereur du Saint-Empire). Gerardo di Borgogna avait été l'évêque de Florence pendant dix ans, montant sur le trône papal quatre ans plus tard avec le nom de Nicolas II, sans quitter la chaire florentine. Ce concile témoigne de l'importance atteinte par Florence comme moteur de la réforme ecclésiastique ardemment prônée par Jean Gualbert. De plus, peu de temps après, Florence est choisie comme résidence officielle par Godefroid III de Basse-Lotharingie, marquis de Toscane.

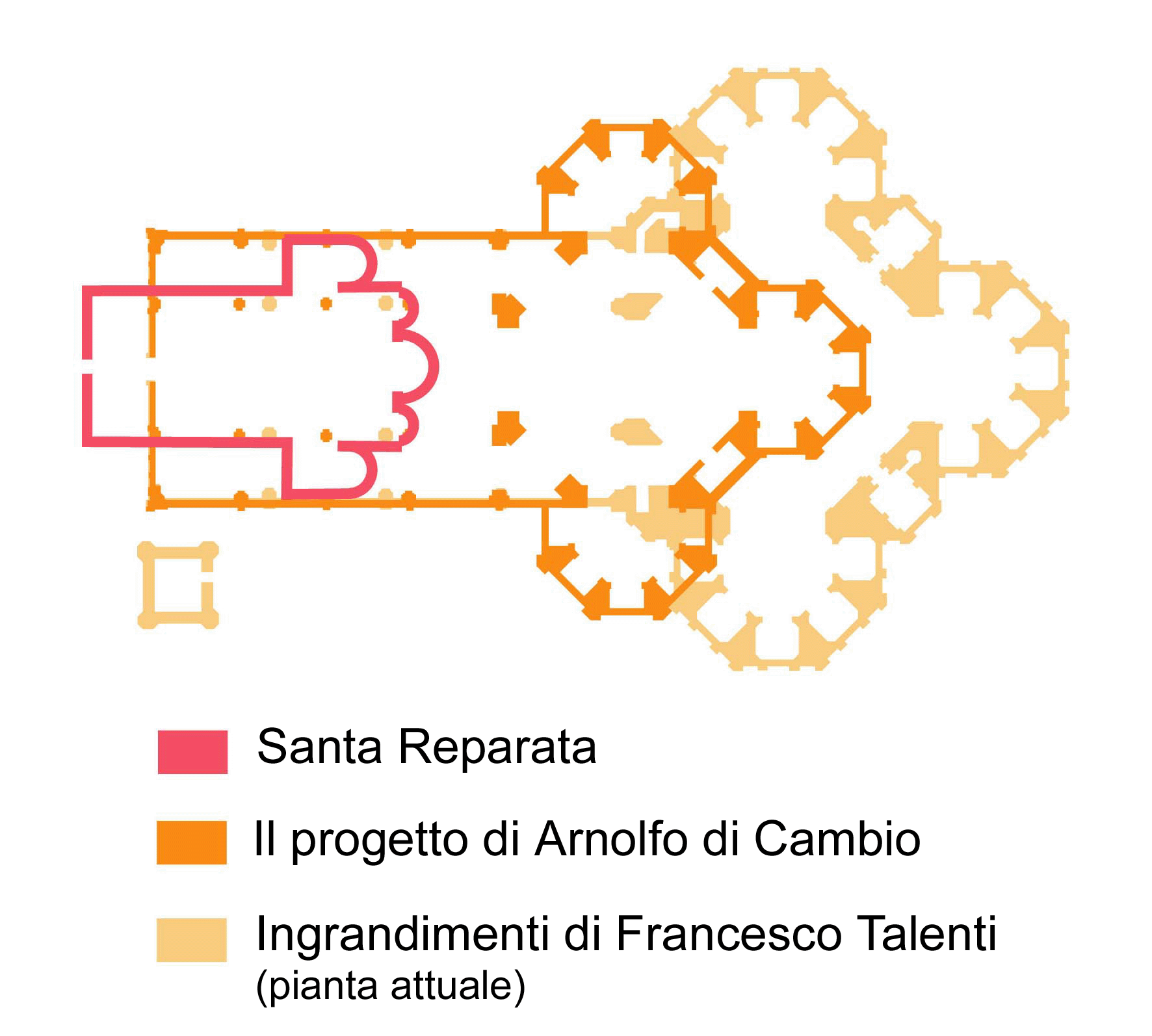
Plan de Santa Reparata, comparé aux projets ultérieurs de Santa Maria del Fiore.

En vue du concile de 1055, quelques travaux supplémentaires sont effectués : extension de la crypte ; ajout de deux absides sur les côtés de l'abside principale, qui affecte cependant la fondation des deux tours (surtout celle du sud, ce qui laisserait penser que cette tour a pu être démolie à cette occasion) ; construction du portique dont les fondations des huit piliers/colonnes ont été retrouvées, à environ treize mètres devant la façade de Santa Maria del Fiore. Le plafond était parfois bâti sur colonnes et ses dimensions étaient agrandies jusqu'à l'entrée des deux chapelles latérales où deux escaliers menaient au presbytère surélevé. La forme et la position des bases des piliers du portique sont visibles dans le dallage actuel de la place. Avec l'ajout du portique, l'espace entre le baptistère et Santa Reparata est réduit à 17, maximum 18 mètres.
Cependant, s'il est documenté que Nicolas II (présent dans son diocèse florentin depuis novembre 1059) a consacré les églises reconstruites de Santa Felicita et San Lorenzo, aucun document ne subsiste relatif à la consécration de Santa Reparata par le pape/évêque (s'agissant du baptistère, il subsiste une inscription sur une tablette datant du XVIIe ou du XVIIIe siècle dans laquelle la date de consécration du 6 novembre 1055 est rapportée). Si les travaux d'agrandissement ont été réalisés avant le concile, il est probable que Nicolas II ait consacré Santa Reparata alors qu'il était encore évêque.

### Démolition (XIIIe–XIVesiècle)
En 1264, Farinata degli Uberti est enterré à Santa Reparata, dont les ossements sont exhumés et jetés dans l'Arno à la suite du procès pour hérésie contre le chef gibelin en 1283.
Il est probable que la façade de Santa Reparata ait été décorée de marbre polychrome tout comme le baptistère. Mais, comme le raconte Giovanni Villani, la cathédrale a dû paraître à un certain point, ordinaire et trop petite pour les nouvelles ambitions des Florentins duXIIIe siècle, si bien qu'en 1293, on décida de la reconstruire.
Le 8 septembre 1296, la première pierre de la nouvelle cathédrale est posée, mais les Florentins continuent d'honorer Santa Reparata. Parmi les premières parties démolies figure la première travée pour faire place aux travaux et donner plus d'espace au baptistère, qui devient l'église la plus importante de la Piazza del Duomo (Florence). Malgré cela, Santa Reparata continue à être utilisée ; la façade de la cathédrale ferme la zone de l'ancienne église. Au milieu du XIVe siècle, les offices se tiennent encore à Santa Reparata, à tel point que l'abside droite est décorée d'une fresque représentant le Christ en piété et, dans les mêmes années, un polyptyque monumental est commandé au peintre Bernardo Daddi (le polyptyque de Santa Reparata, aujourd'hui partiellement conservé au musée des Offices) destiné au maître-autel de la cathédrale elle-même, où il est attesté en 1344. La démolition définitive n'a lieu qu'au moment où il est inévitable de faire de la place pour créer les voûtes du nouvel édifice, en 1375.
À cette époque, l'ancienne structure (à une altitude de +1,05) est couverte sur 85 cm de haut avec des déblais sur lesquels a été posée la brique brute (hauteur +1,90) qui a ensuite réapparu à 80 cm sous le sol en marbre de Santa Maria del Fiore.

## Fouilles
Six campagnes distinctes sont réalisées entre 1965 et 1974. Une autre fouille menée entre le baptistère et les marches de la cathédrale est réalisée entre 1971 et 1972.
La découverte des restes de Santa Reparata a fourni aux chercheurs le témoignage le plus concret du début de l'ère chrétienne à Florence, qui avait été peu documenté lors des fouilles de 1948 à l'église Santa Felicita de Florence ou à partir des nouvelles fouilles de San Lorenzo rapportées par Paolino da Milano dans sa Vita Ambrosii et les découvertes de pierres tombales, de sarcophages et de rien d'autre lors d'occasions précédentes.
Les fouilles ont été étudiées par le canadien Franklin Toker et par Morozzi qui ont publié les résultats de leurs études. Toker s'appuie sur les études menées au cours des deux premières décennies du XXe siècle par l'archéologue E. Galli et procède à un travail de comparaison avec les tombes trouvées par Galli dans la zone sud devant le baptistère. Ces sépultures ne sont plus visibles, mais Galli a néanmoins publié un rapport sur ses recherches. Etant donné que des incohérences émergent de la relecture par Busignani des conclusions du Toker, de nature à rendre la datation des niveaux à partir des sépultures peu fiable, il est plus sûr de baser la recherche sur la datation des pièces de monnaie trouvées entre les niveaux de Santa Reparata dans le sous-sol romain.
Toutes les monnaies trouvées dans le « ciment barbare » appartiennent à une période comprise entre l'âge de l'empereur Gordien III (238-244) et le règne de l'empereur Honorius (395-423). Enfin, il existe un objet en verre, un calice avec un profil en « S » trouvé dans une tombe insérée dans la mosaïque du sol de la basilique et donc postérieure à celle-ci. Ce calice est daté, à partir de comparaisons sans doute convaincantes avec des trouvailles similaires, au plus tard à la fin du VIIe siècle. Par conséquent, en ce qui concerne ces découvertes du substrat romain, on peut dire qu'elles ne remontent pas au IVe siècle, alors que déjà à la fin du VIIe ou de VIIIe siècle, le sol en mosaïque devait être partiellement ruiné, car l'objet en verre a été trouvé dans une tombe placée dans une zone inégale de la mosaïque. Cela, selon Busignani, suffit pour penser que la basilique a été érigée à la fin du IVe siècle ou dans les premières décennies du siècle suivant, après la victoire des armées romaines sur Radagaise.

## Description

### Plan de la première église

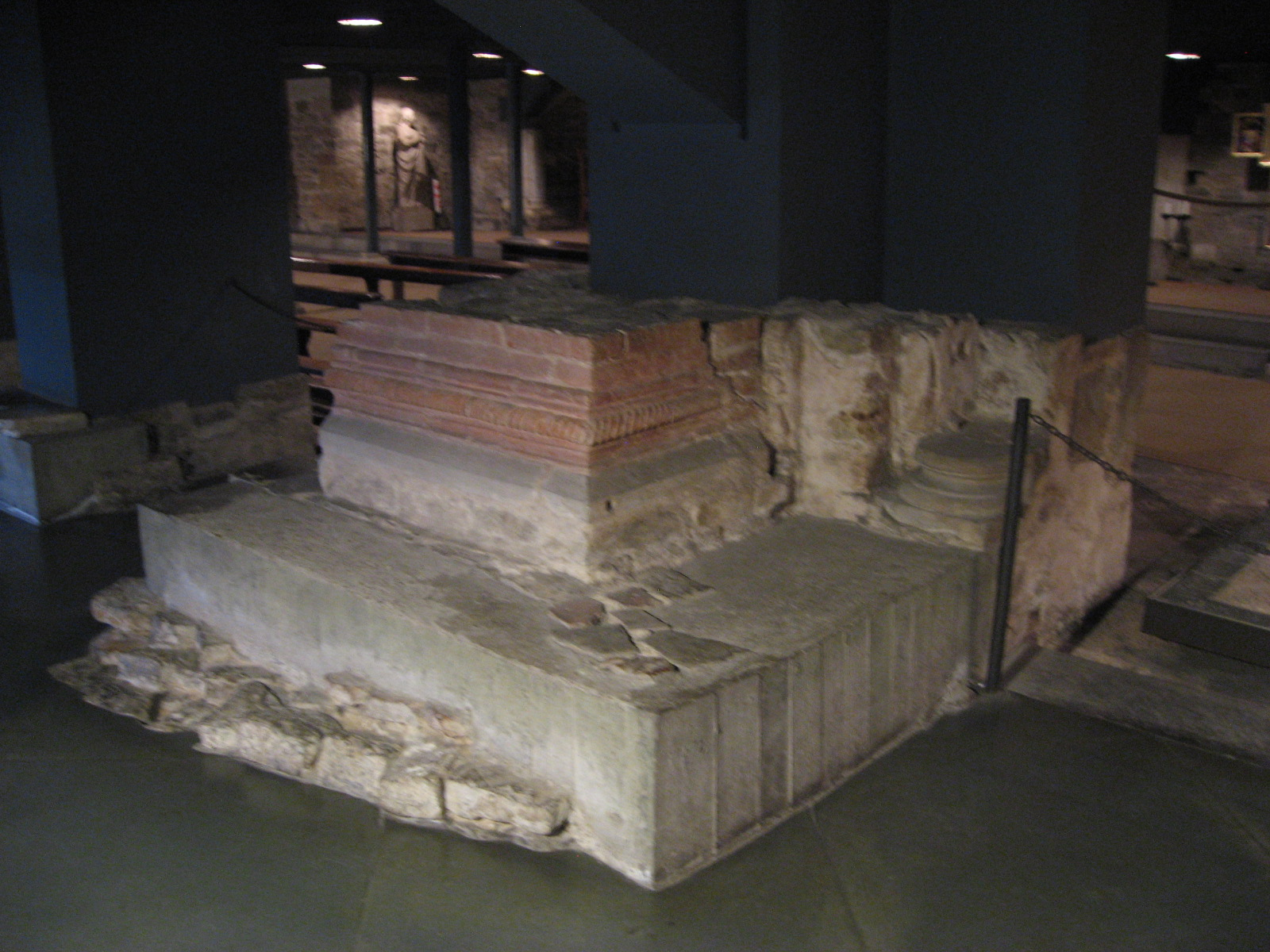
Base d'un pilier.

Les fouilles ont mis au jour le plan de la première église à laquelle appartenait le grand sol en mosaïque ainsi que les modifications apportées à la suite des modifications et reconstructions ultérieures.
Dans sa réalisation originale, Santa Reparata se présentait comme une basilique à trois nefs divisées par quatorze paires de colonnes, avec une abside semi-circulaire, selon l'iconographie paléochrétienne habituelle établie depuis le IVe siècle dans les basiliques constantiniennes, et à Florence avant 405 à Santa Felicita (et probablement à San Lorenzo). Il n'est pas possible de savoir avec certitude si des arcs ou plutôt un entablement ont été posés sur les colonnes ; la largeur de l'entrecolonnement (3,19 m) orienterait cependant plutôt vers des arcs. Toute la basilique n'a pas été fouillée ; sa première section (peut-être trois travées) se trouve sous le cimetière et l'escalier de Santa Maria del Fiore. Cette conclusion est due à la découverte, à environ 13 m de la façade de la cathédrale, des fondations du portique qui devait être placé contre la façade de Santa Reparata.
Avec l'intégration de ces trois travées, les mensurations de Santa Reparata apparaissent remarquables : longueur de 58,5 m à l'intérieur, abside comprise ; largeur de 25/26 m, inconstante en raison du tracé oblique du mur nord (les dimensions de Santa Maria del Fiore sont : longueur 153 m ; largeur au niveau des nefs d'environ 38 m, du transept 90 m ; hauteur jusqu'à la base de la lanterne 86,7 m).

### Sol en mosaïque

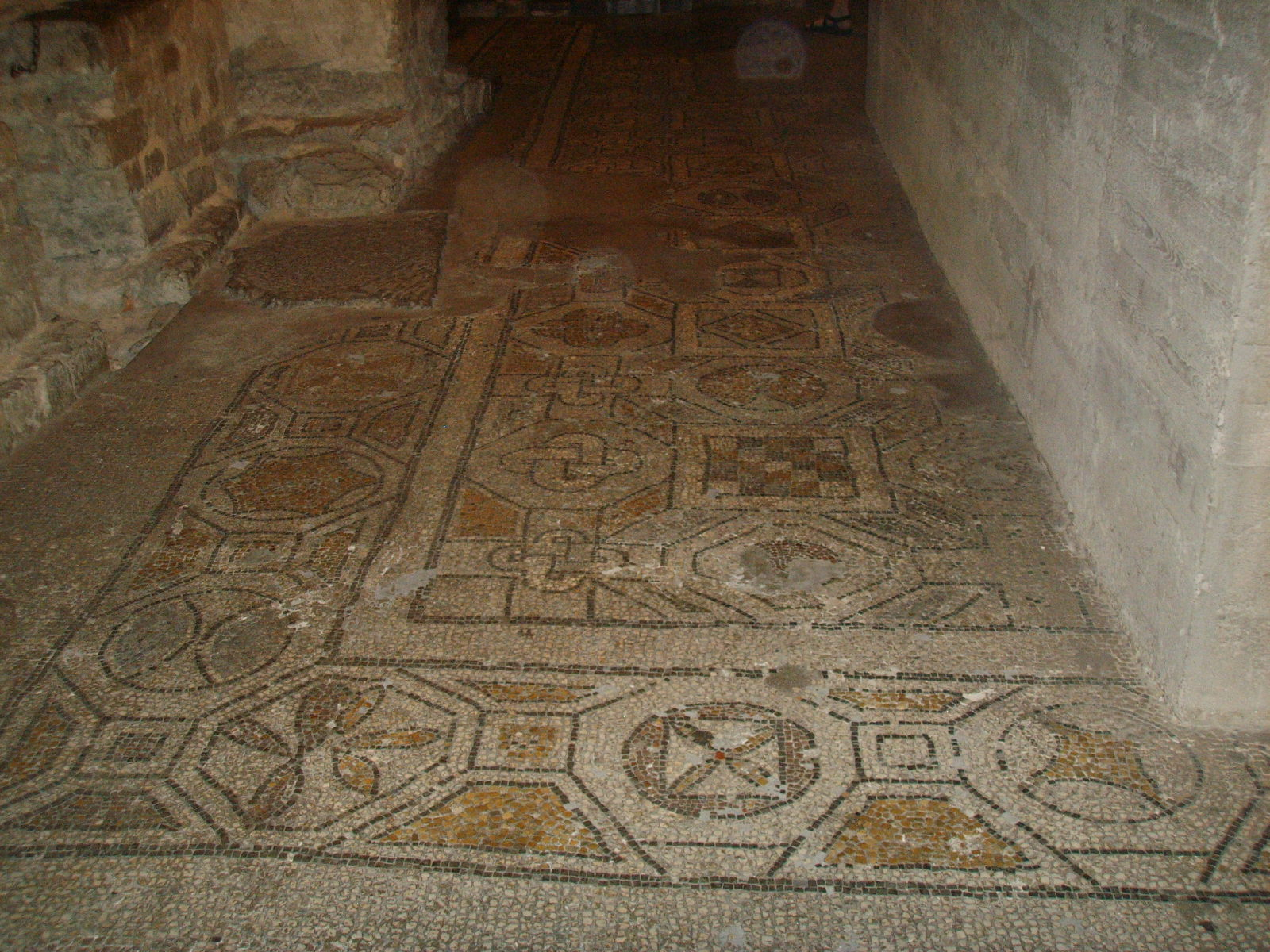
Sol en mosaïque paléochrétienne.

La découverte la plus significative est la grande mosaïque étalée pour paver toute la basilique (la couche de pose est présente dans toute la nef gauche et dans la plupart des nefs centrale et droite). Des panneaux aux motifs différents se juxtaposent, dont, à côté des rosaces habituelles, des trèfles à quatre feuilles et des nœuds à l'intérieur de cercles ou d'octogones, auxquels s'ajoutent des symboles chrétiens comme la croix latine et le calice, l'entrelacement très particulier de pelte avec losanges qui couvrent la plus grande partie de la nef centrale et dans lesquels est inscrite une épigraphe avec les noms de quatorze clients.
La représentation du paon dans l'emblème au centre du panneau adjacent, avec le nom du donateur Obsequentius, est de qualité notable. Les influences maghrébines qui sont apparues dans les thèmes stylistiques, s'expliquent par le fait que cette culture s'était propagée, de Sicile à une grande partie de la Méditerranée orientale et en particulier en Syrie : de Syrie, les échos de cette culture nord-africaine ont dû parvenir facilement à Florence grâce aux marchands syriaques qui opéraient dans la ville où ils constituaient le noyau le plus ancien de la population chrétienne de Florence et qui devaient entretenir des relations avec leur pays d'origine.
Les motifs présents dans le sol appartiennent au répertoire romain habituel de l'époque impériale (le nœud de Salomon apparaît à Florence dans les mosaïques de l'édifice sous le baptistère) et la juxtaposition de différents panneaux se retrouvent dans de nombreux exemples de la ceinture adriatique.

### Autres

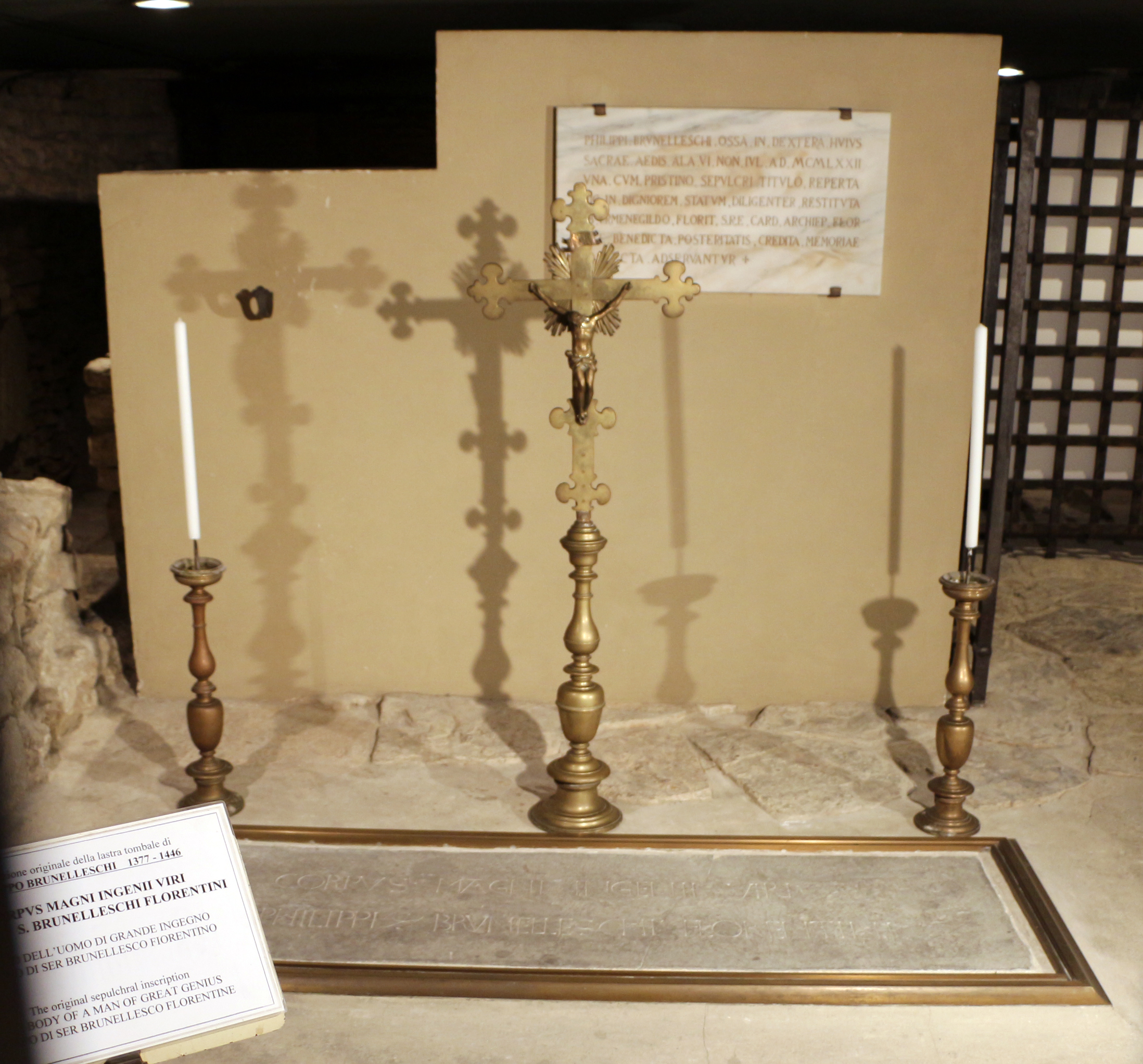
Tombe de Filippo Brunelleschi.

Des restes visibles de murs faisant référence à des maisons romaines (républicaines et impériales) apparaissent dans les fouilles de Santa Reparata. Dans les vitrines, sont conservés des matériaux provenant des fouilles, en particulier du marbre, de la céramique, des métaux et du verre de l'époque romaine et médiévale. Le mobilier funéraire de la tombe du gonfalonnier Jean de Médicis, du milieu du XIVe siècle, se distingue. Certains plutei fragmentaires peuvent être datés entre les VIIIe et IXe siècles et de nombreuses pierres tombales datent des XIIe, XIIIe et XIVe siècles, parmi lesquelles se distingue celle de l'évêque Francesco Silvestri (1313).
Il reste des fresques fragmentaires du XIVe siècle et un moulage de la statue de la Madonna dagli occhi di vetro d'Arnolfo di Cambio, autrefois sur la façade et aujourd'hui au museo dell'Opera del Duomo (Florence).
En août 1972, la tombe de Filippo Brunelleschi a été retrouvée, grâce à la plaque de couverture portant l'inscription « corpus magni ingenii viri Philippi Brunelleschi florentini » ; elle est située près de l'escalier d'accès depuis la nef.